# Ciociaria

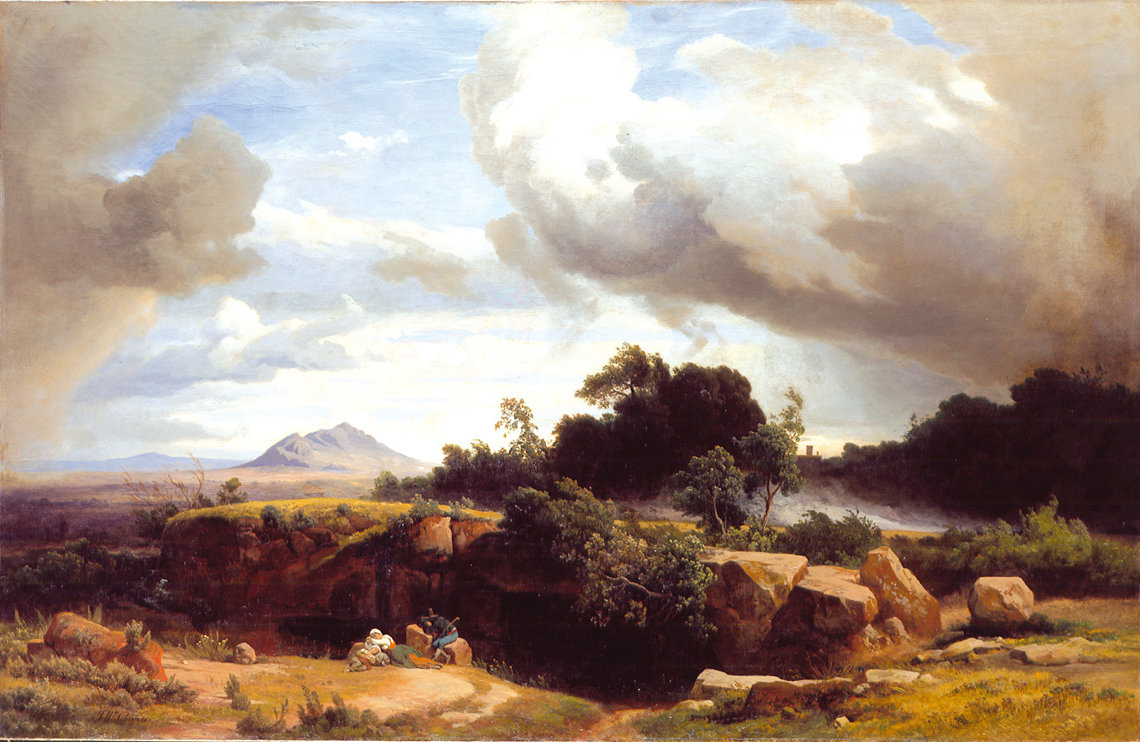
Johann Wilhelm Schirmer, La fine del temporale nella Campagna romana, 1858.

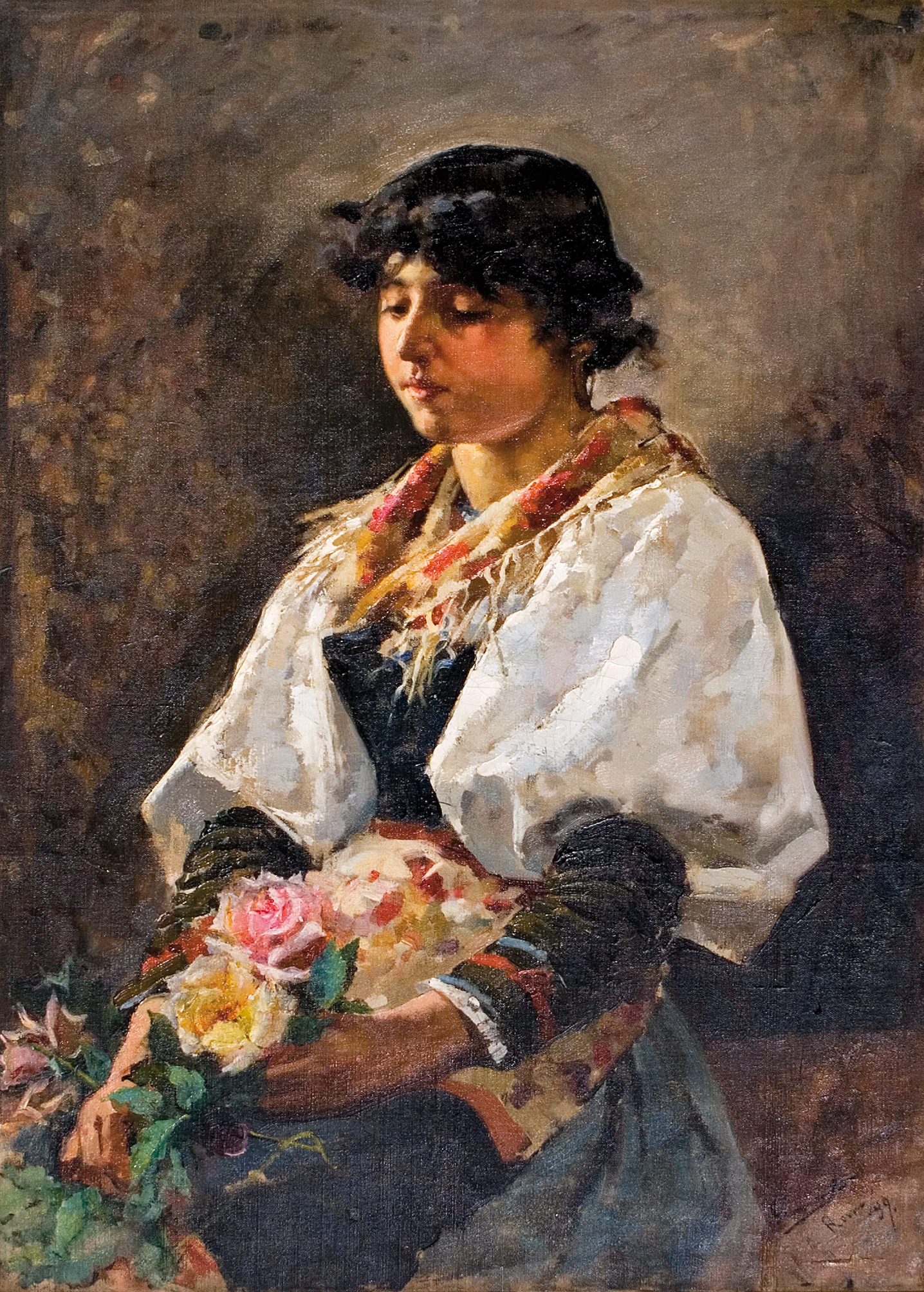
Ciociara di Enrique Simonet

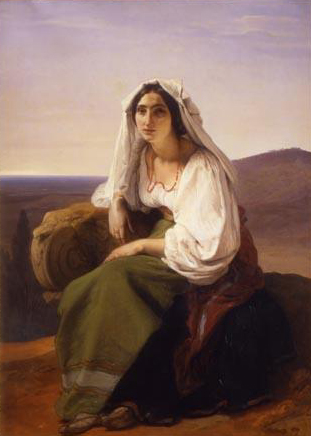
La Ciociara di Francesco Hayez

Ciociaria (AFI: /ʧoʧaˈria/), meno comunemente Cioceria, è il nome con cui nell'Ottocento erano chiamati alcuni territori tra l'odierno Lazio e la Campania (antica Terra di Lavoro), senza limiti geografici ben definiti. A partire dal ventennio fascista lo stesso nome è impropriamente usato dalla stampa locale, da associazioni promozionali e manifestazioni folcloristiche come sinonimo di provincia di Frosinone e dell'insieme delle tradizioni popolari del suo territorio. L'identificazione della Ciociaria con il territorio della provincia è fatta propria dalla stessa azienda di promozione turistica della provincia di Frosinone.

## Geografia
Come accade per molte denominazioni popolari, una descrizione geoantropica della Ciociaria che definisca i suoi confini e delle sue millantate peculiarità etniche non è mai stata veramente fornita. Il territorio interessato è sempre stato storicamente e amministrativamente denominato Latium adiectum, Campagna e Marittima o Campagna di Roma (queste due ultime denominazioni derivano dal nome dell'antica provincia romana di Campania) e gli studi storiografici e demologici che portarono alla luce gli aspetti sociali dei cosiddetti ciociari, all'inizio del XIX secolo, trattano la questione in modo marginale, senza disporre di documentazioni precise.
Il primo tentativo di dare un carattere scientifico alla questione fu fatto solo nel 1916 da Adele Bianchi che, in una pubblicazione dell'istituto geografico De Agostini, suggerì che «la Ciociaria comprende l'ampia Valle del Sacco, i Monti Ernici, il versante interno degli Ausoni e parte dei Lepini», grossomodo il circondario di Frosinone. Pochi anni più tardi lo studio fu ripreso da alcuni intellettuali fascisti frusinati le cui tesi geografiche e etnologiche furono anche bandiera delle loro idee politiche, e che arrivarono a costruire l'antropologia di una «razza ciociara», apportando nuova confusione al problema.
Nel 1930 l'«Enciclopedia Italiana» riprese e rielaborò gli studi della Bianchi, considerando però Ciociaria anche parte del circondario di Sora e la valle del Gari e, discostandosi dalle opinioni degli 'intellettuali fascisti frusinati', ritenne esplicitamente l'area geografica descritta «priva di una propria individualità». Dal secondo dopoguerra invece, poiché nel Lazio fu conservato l'assetto amministrativo del regime, col termine "ciociaro" i governi locali promossero l'identità provinciale frusinate, e fu sollevato da diversi autori il problema di individuare se esistesse anche una «regione storica» ciociara e quali fossero le sue caratteristiche ed i suoi limiti; costoro avanzarono poi soluzioni molto divergenti fra loro.
Le analisi antropologiche e toponomastiche, pubblicate dai primi anni sessanta furono tanto contraddittorie che si arrivò ad identificare la Ciociaria ora col territorio fra il Liri e i Castelli romani ora con parte dell'antica provincia pontificia di Campagna e Marittima, o persino con l'intera provincia di Frosinone o buona parte del Lazio meridionale. Altri studiosi, infatti, considerano la "Grande Ciociaria" come tutto il Lazio meridionale, includendo in essa le province di Latina e Frosinone per intero.

### Distinzioni territoriali

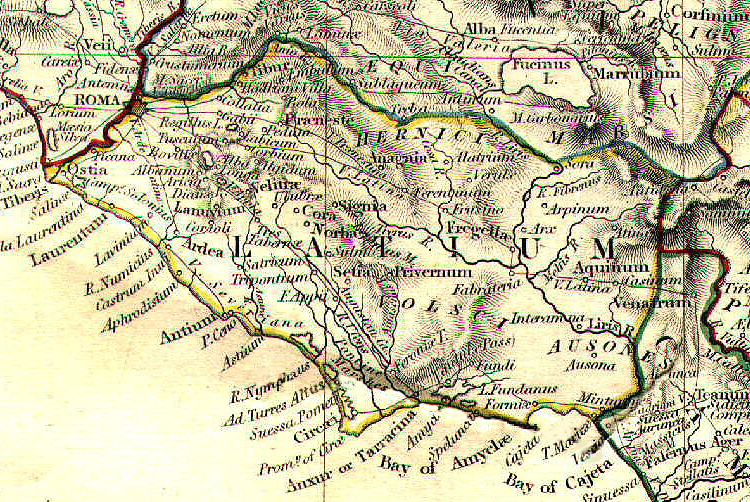
Il Latium secondo Plinio e Strabone.

Le caratteristiche sociali ed urbanistiche che caratterizzarono i paesi e le città tra Roma e Capua hanno spesso indotto alcuni autori a ricercare in miti locali e nella omogeneità economica e sociale del territorio una qualche imprecisità peculiarità fino al Bragaglia che evocava addirittura un «Regno Ciociaro»
Sempre il Bragaglia ricorda: «per fortuna la terra nostra sta sempre sotto il segno di Circe».L'archeologo Giuseppe Marchetti Longhi ritiene che i confini della moderna Ciociaria coincidano con quelli dell'ex Circondario di Frosinone includendo però anche alcuni comuni dell'ex Circondario di Velletri; «alla confluenza delle due valli: del Cosa e, la maggiore, del Sacco, possiamo panoramicamente comprendere la zona, che chiamiamo Ciociaria».
L'antico Latium adjectum sarebbe quindi l'odierna Ciociaria, dice poi lo studioso, e la «civiltà» delle mura pelasgiche con l'uso della ciocia i fattori storici che contraddistinguerebbero questa parte del Lazio.
Nel Medioevo infine si stabilirono quei confini che fino all'unità d'Italia delimitavano le amministrazioni del Lazio. Dopo una serie di conflitti che videro contrapposti Bizantini e Longobardi prima, Stato Pontificio e Regno di Napoli poi, il fiume Liri e parte degli monti Ausoni divennero un confine che tagliava in due le attuali province di Frosinone e di Latina e che segnò fortemente le direttrici di sviluppo e modernizzazione, di fatto però più debole nel separare le identità culturali.

#### Documentazione
Il più antico documento che testimonia l'uso del nome Ciociaria per indicare una regione fisica risale al XVII secolo e consiste in un manoscritto in cui è registrato il toponimo Ciocciarìa. Non esistono invece documenti nel regno di Napoli o in Terra di Lavoro che attestino l'espressione geografica entro i confini delle Due Sicilie e, nonostante il documento vaticano, per lungo tempo le fonti storiche tacciono. Perché l'espressione geografica diventi nota a scrittori, storici ed intellettuali si deve aspettare il pieno evo moderno. 

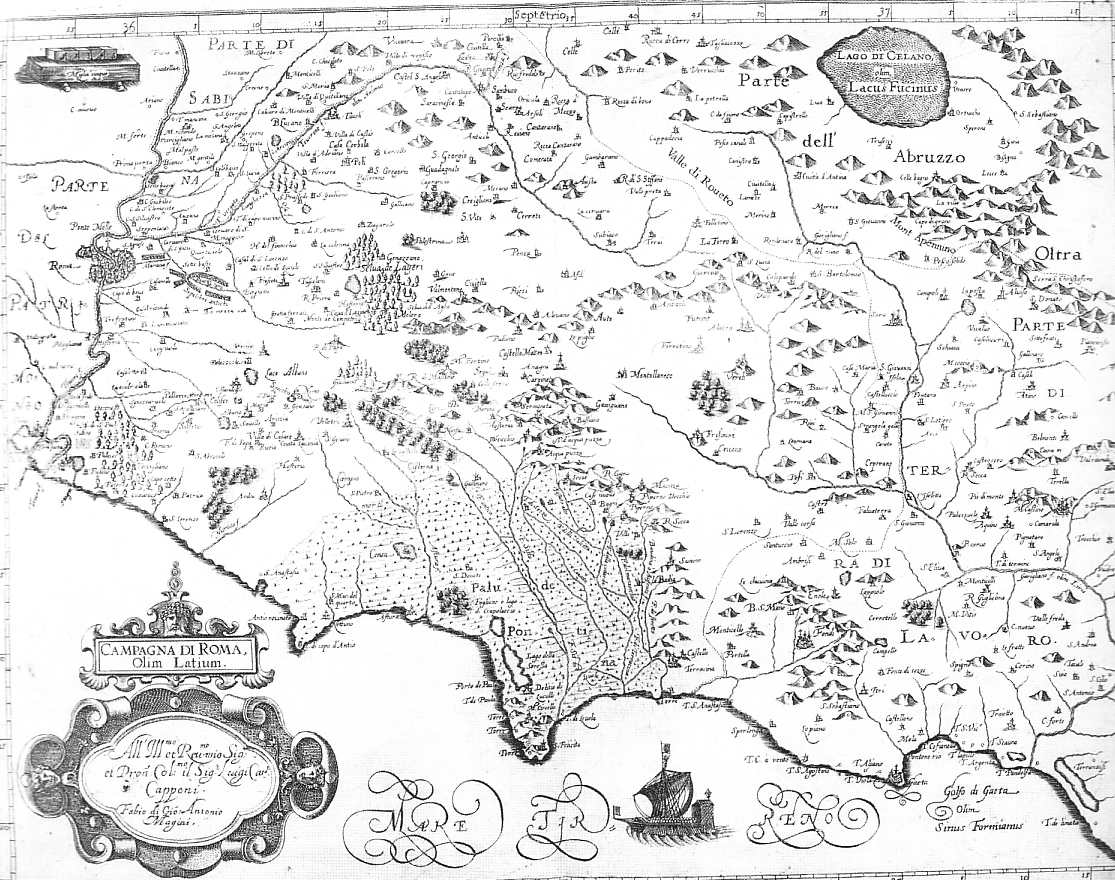
La Campagna e Marittima nella carta del Magini.

Nei testi e nella letteratura per la prima volta si parla di Ciocerìa dal 1833, così si ritiene che il toponimo sia effettivamente entrato nell'uso comune, senza precise connotazioni geografiche, a partire dalle invasioni francesi nello Stato Pontificio, quando fu istituito anche nelle province romane l'obbligo di prestare il servizio di leva, situazione che portò a Roma i contadini e pastori delle periferie, che in città furono denominati, in base ai loro costumi, ciociàri (dalla ciocia).
A partire dal XVIII secolo il termine a Roma divenne d'uso comune, con cui si appellavano gli abitanti di alcuni comuni non assimilabili direttamente all'economia della capitale, prevalentemente collocati a sud della valle del Tevere, in evocazioni generiche delle tradizioni del Lazio. I toponimi Campagna di Roma e Campagna e Marittima che ricalcano direttamente il nome imperiale Campania, con cui erano conosciuti alcuni territori della Regio I, furono però da sempre le uniche denominazioni adottate per indicare i territori del Lazio meridionale, assieme al classicheggiante Latium dei cartografi e degli umanisti e, successivamente nei territori del regno delle Due Sicilie, al toponimo Terra di Lavoro, fino al 1927. L'aggettivo campanino era inoltre il vocabolo con cui si qualificavano gli abitanti della Campagna e con cui si indicava tutto ciò che riguardava l'omonima provincia pontificia, con pertinenza geografica ed amministrativa.

#### Ciociaria «pastorale»

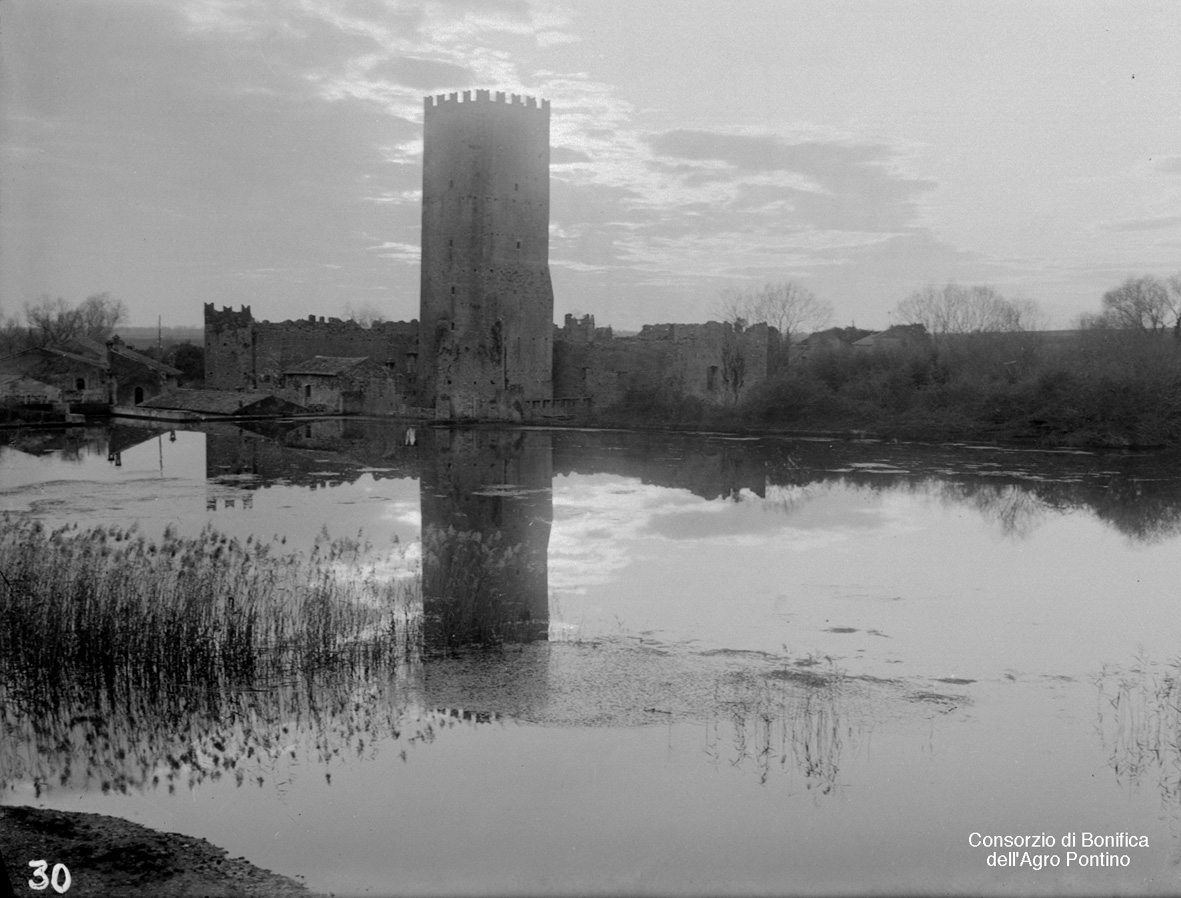
I ruderi di Ninfa prima della bonifica pontina

Una primitiva sistemazione geografica, della fine del XIX secolo, è tracciata nell'opera di uno storico romano, dove si accenna vagamente alla Ciociaria così come si conosceva nello Stato Pontificio. David Silvagni, che però non si interessa direttamente del problema, ne «La Corte Pontificia e la Società Romana» fa propria un'interpretazione di Carlo Maria Curci, e sull'orme di costui nota che «è la parte più montuosa e incolta del circondario di Frosinone e Sora», cioè i Monti Ernici del Lazio odierno, ma poi chiama «ciociari» tutti i cardinali originari delle diocesi cattoliche tra Anagni e Terracina, evitando l'accezione sociale che aveva avuto fino ad allora il nome popolare dei pastori laziali.
Il Silvagni riporta quindi un elenco di ecclesiastici famosi, biasimati per il provincialismo e per dubbie capacità amministrative, in cui si citano pure le località di nascita di ciascuno, tutte esplicitamente agglomerate a costituire una regione che chiama Ciociaria, anche se palesemente estranee al comprensorio ernico (Sonnino, Ceprano, Ceccano, Gorga, Paliano, Anagni, Ninfa, Roccasecca, Carpineto, Monte San Giovanni Campano). In questa sistemazione emerge quindi un'effettiva traslazione, scarsamente documentata altrove, di ciò che si intendeva per Ciociaria e ciociaro, che da espressione di un «blasone popolare» andava costituendosi come una propria «identità geografica». La regione delineata comprende tutte le città campanine organizzate entro diocesi immediatamente soggette alla Santa Sede, perciò accomunate dallo stesso sistema politico, economico e sociale, e che furono estranee per identità e tradizione ai territori delle diocesi suburbicarie e alle vicende storiche della realtà cittadina di Roma.

#### L'Unità d'Italia
Quando i territori dell'ex Stato Pontificio furono soggetti alle riforme politiche ed amministrative del governo italiano, le divisioni amministrative preunitarie vennero soppresse e il territorio fra Viterbo e Frosinone fu riunito sotto un'unica provincia, detta provincia di Roma o provincia del Lazio e per la prima volta col «Latium» dei classici si indicarono contemporaneamente i territori a nord e a sud del Tevere, e scomparvero dalle pagine degli storici e geografi e dalle denominazioni ufficiali i nomi delle antiche regioni storiche (Patrimonio di San Pietro, Sabina, Campagna di Roma, Marittima, Comarca). La nuova situazione amministrativa nazionale non corrispondeva più ai precedenti assetti provinciali e la propaganda politica finì con l'appropriarsi abusivamente di espressioni geografiche per sostenere le riforme politiche in atto.
Scomparve lentamente e perse il suo significato territoriale l'aggettivo «campanino»; il termine sabino assunse un significato più estensivo e classicheggiante, l'ampia catena oggi conosciuta come monti Ernico-Simbruini era denominata genericamente monti Sabini e si coniavano nuovi termini come Agro romano per indicare le terre bonificate dei latifondi attorno a Roma, e campagna romana, la regione che secondo Giuseppe Tomassetti si estendeva dal Monte Cavo e Torre Astura a Tivoli e Bracciano, in realtà più vicina all'immaginario degli artisti che rappresentarono i paesaggi laziali in quadri e ai racconti dei viaggiatori stranieri che ad una vera e propria realtà storico-geografica. Così pure nel 1862 Agnone diventava «Villa Latina». Nella confusione terminologica e filologica che ne seguì, il termine ciociaro sopravviveva, senza significati etnici o geografici, solo in ambito artistico-letterario: si ritrova sporadicamente in poesie di Giosuè Carducci e Pascoli e in una novella di D'Annunzio per indicare gli zampognari di Atina.
grave fischiando tra la folta barba,

passa e non guarda. Febbre, io qui t'invoco,

nume presente.»
(Carducci G., Dinnanzi alle terme di Caracalla, in «Odi Barbare» del 1889)
Lo stesso processo di ridefinizione delle espressioni geografiche e territoriali continuò anche nel primo Novecento: nel 1891 «Pònza» veniva rinominata «Arcinazzo Romano» mentre nel 1911 «Anticoli di Campagna» diventava «Fiuggi» (qualche anno prima furono realizzati gli stabilimenti termali e la ferrovia Roma-Fiuggi), e l'ultima traccia nella toponomastica ufficiale della regione di Campagna e Marittima fu cancellata dalle carte geografiche

### Etnologia

#### Il brigantaggio, Sonnino e la «Ciocerìa della Croce»

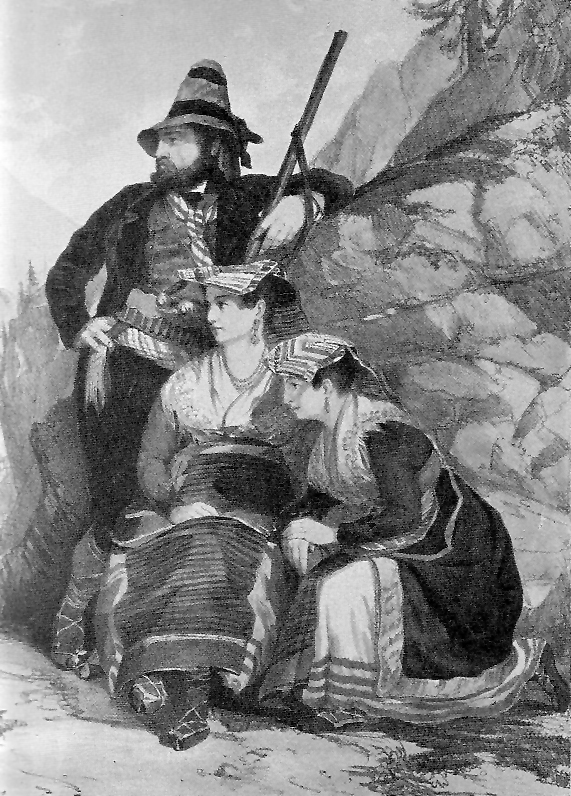
Thomas Allom, La famiglia del Brigante - Sonnino.

Alla fine del XVIII secolo e all'inizio del XIX secolo l'uso del termine, in ogni caso relativamente poco comune, del termine ciociàro nella storiografia come sinonimi di una classe sociale particolarmente disagiata, ma non di un popolo. Nel 1781, in un'opera di Gian Gaspare Cesari a proposito di Anagni, che cita la presenza di «le abitazioni de' meschini Ciocciàri» nel territorio della città. Il termine rimane offensivo quando quasi mezzo secolo più tardi, nel 1824, Fra Pacifico da Monte Compatri, dei nobili di Carpineto, genericamente scrive in una lettera di conoscer «bene questi fottuti baroni ciociari», con il nobile Gioacchino De Santis, che ribadisce che «veri ciociari» erano «uomini effemminati e bevitori». Giuseppe Giusti accenna alla «cornamusa dei ciociari» e Francesco Bulgarini, nel 1848, parla di contadini montagnoli «ciociari» in riferimento a dei mezzadri provenienti stagionalmente dal circondario di Subiaco a Tivoli, per coltivare granturco. Franco Mistrali invece, nel 1861, identifica con lo stesso nome una «razza di banditi o briganti della Sabina», e parlando del cardinale Giacomo Antonelli, definisce anche lui ciociaro con scherno, per dubbie qualità morali..
Seguì probabilmente il Mistrali lo storico Armando Dubarry, che in un'opera del 1875 testimonia l'uso di chiamare volgarmente Ciociaria l'intera delegazione apostolica di Frosinone, all'epoca soppressa, e ivi per la prima volta viene messa chiaramente in relazione l'espressione geografica con la ciocia, calzatura, dice il francese, dei locali briganti, contadini e milizie irregolari. Così il nome si avviò ad assumere un significato più ampio e generale, e l'aggettivo ciociaro fu da allora strettamente connesso al toponimo Ciociaria. In alcune descrizioni storiche di Sonnino è però possibile rinvenire più chiare considerazioni sul senso originario dell'espressione, ben distinguibili dai confusi riferimenti dei cronisti.

Tra il 1843 e il 1844 alcune opere identificano una regione attorno alla città volsca come Ciociarìa o Ciocerìa della Croce, una zona che fu centro di un radicato movimento di resistenza all'occupazione francese durato dall'inizio della repubblica romana fino al 1815, condotto da un gruppo di briganti locali che ebbero sottratto al controllo militare straniero buona parte della montagna àusone tra Roccasecca dei Volsci e Priverno. Queste, se confrontate con le altre fonti storiche che provano il legame fra l'uso volgare del termine «ciociàri» e il fenomeno del brigantaggio popolare, inducono a considerare che alcuni territori attorno a Roma, anche distanti fra loro (Subiaco, Sabina, Sonnino, Monti Ernici), particolarmente soggetti al fenomeno del banditismo e per questo spesso caduti sotto l'anarchia di governi popolari, sono stati più volte definiti Ciociaria, diacronicamente, a causa di insoliti briganti popolani e improvvisati, come nel caso di Sonnino, che calzavano le ciocie, costume affatto esotico rispetto agli altri indumenti tradizionali dei territori pontifici e alle abitudini dei mercenari, capitani di ventura e briganti cittadini, di Tuscia, Marche e Umbria. 

Modello di zampitto dell'Etna.

#### Ciocie o zampitti?
Nei primi documenti e opere storiografiche si è insistito molto su un tipo di calzature dette ciocie; queste però propriamente non corrispondono a nessun preciso contesto folclorico, né il territorio in cui si rinvengono nei costumi locali, riflette una specifica regione storico-geografica. Una sorta di ciocia è adottata un po' ovunque nelle regioni dell'ex Regno delle Due Sicilie, a volte in forme primitive, nonché in Albania, Grecia, Macedonia e Kosovo.

Da quando però nel Lazio la calzatura ha interessato studiosi ed artisti, anche in tempi recenti, la variabilità delle usanze popolari fu trascurata e in molti hanno usato impropriamente o approssimativamente la parola ciocia, estendendone o reinterpretandone il significato, o hanno trovato ispirazione per costruire figure letterarie piuttosto lontane dalla reale condizione popolare del Lazio. Almagià, in maniera estensiva, usa la parola ciocie per designare le analoghe calzature dei Balcani, senza citare gli effettivi nomi slavi o schipetari; Emma Calderini parla di cioce laziali e in altre opere si rinviene l'espressione cioce romane, in locuzioni che suonano un po' forzate, dal momento che la parola ciocia, in senso stretto, è propriamente romanesca e forse sublacense (a Minturno anche «cioceri»). 

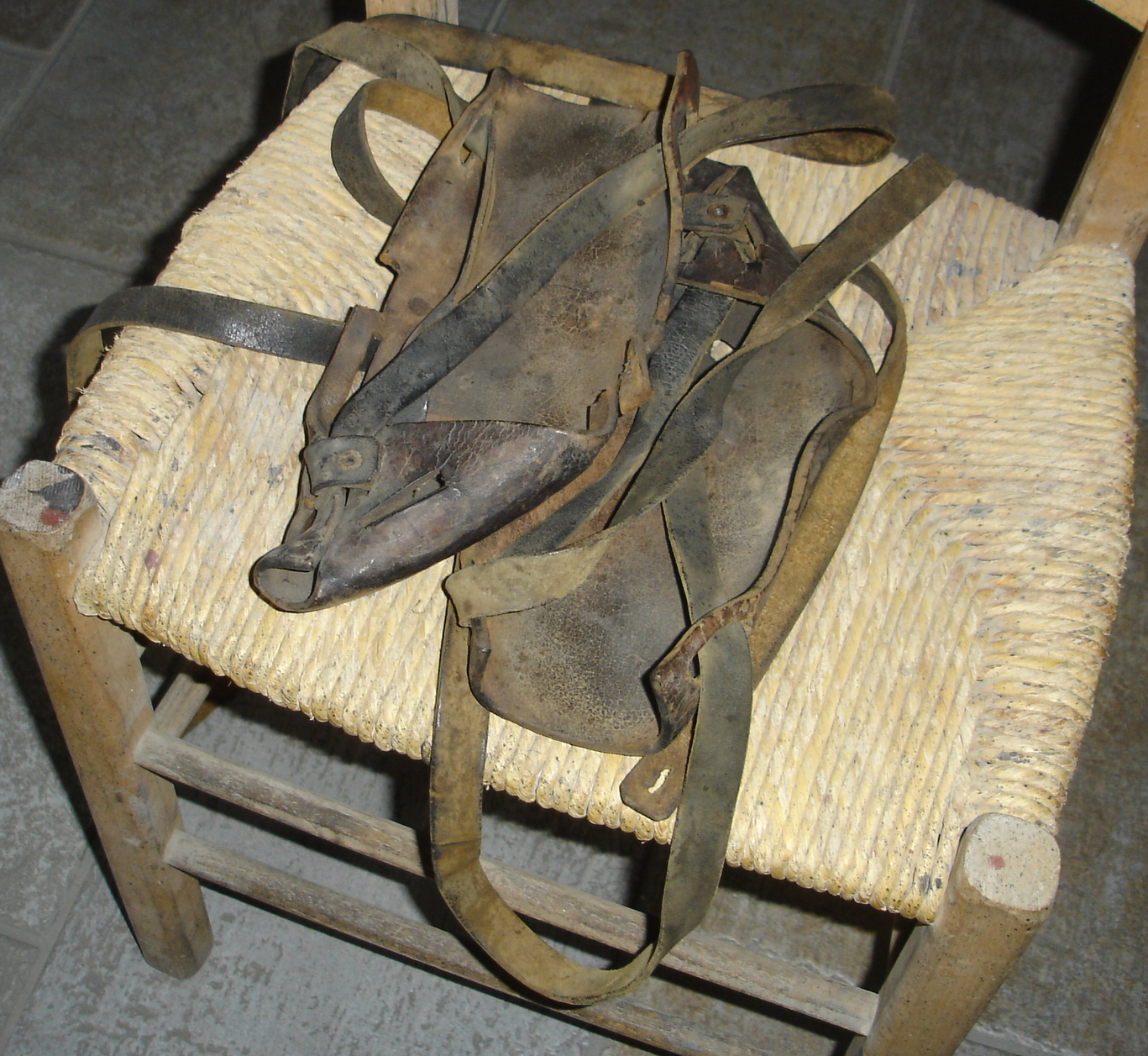
Ciocie nel museo civico di Alatri.

Così per anni si ignorò completamente il sostrato culturale a cui si voleva far riferimento, tralasciando indagini linguistiche e folcloriche. Quanto in realtà in Italia si sa del problema è questione molto più complessa e attualmente dibattuta. La superficialità promozionale e propagandistica dei primi studi è resa più confusa dal fatto che alcuni aspetti folclorici laziali coinvolgono direttamente i territori delle Due Sicilie, dove si registrano diverse parole indigene, che denotano le ciocie e altre calzature che le rassomigliano molto, che non sono mai stati considerati di rilevanza demologica: gli «zampitti» e lo «sciòscio», cioè le ciocie meridionali. Zampitti è un vocabolo dialettale molto più affermato del romanesco ciocia, per estensione territoriale, riscontrato anche nei territori dell'ex Stato Pontificio.
Nella Marsica e nel Sud-Pontino è usato con connotazioni offensive: con «i sampìtte» ad Avezzano si definiscono gli abitanti della Vallelonga, Sora e della Valle Roveto, con il nomignolo di «zampitti» a Terracina si scherniscono gli abitanti di Vallecorsa e nel 1869 lo stesso nome indicava volgarmente i membri di una milizia irregolare al soldo di Papa Pio IX, ingaggiata per controllare e reprimere il brigantaggio sul confine meridionale pontificio, composta da soldati popolari che indossavano ciocie. «La zampitta» o «gli zampitti» sono anche un tipo di calzatura delle popolazioni dell'Etna, Cilento e Basilicata. Si aggiungono poi diverse valutazioni approssimative e improbabili emesse al riguardo: le calzature in uso nell'ex Regno delle Due Sicilie, diversamente da quanto studiato storicamente nel Lazio, non raggiungono mai uno standard unico nella foggia e sono diffuse senza continuità in molte regioni meridionali, e alcuni indicano di interesse etnografico solo la ciocia delle testimonianze storiografiche, a cui corrisponderebbe uno specifico territorio di diffusione, ignorando le indagini sui dialetti meridionali e ritenendo il costume laziale un'evoluzione dei corrispettivi napoletani.
Un'ipotesi approssimativa, che non può essere confermata da dati reali: non esiste un lessico popolare che rilevi varietà specifiche nella tradizione laziale o che distingua questa da quella napoletana e inoltre, poiché il dialetto marsicano e terracinese, nonché la lingua napoletana, ad esempio, conoscono il termine zampitto proprio come sinonimo dell'italiano ciocia (cfr. il napoletano sciòscio), oppure come parola il cui significato è molto simile a quello di ciociaro o di villano, sono smentite le considerazioni che vogliono esclusivo del Lazio il folclore erroneamente detto "ciociaro", isolato dal contesto etnologico dell'Italia meridionale.
Quanto al modello tipico di ciocia, ancora la maggior parte degli autori che si occupano della questione, individuano nella calzatura della tradizione di molti paesi dell'antica Campagna e Marittima, che sarebbe sempre realizzata in cuoio sia nelle suole che nelle stringhe, sempre annodate («abbote») fino al ginocchio con tredici giri il vero elemento distintivo del costume; si sostiene poi che i materiali di cui è costituita e la conformazione avrebbero resa la ciocia adatta ai paesaggi rurali complessi, i cui abitanti erano dediti stabilmente alla pastorizia e alla mezzadria, occupandosi di entrambe e senza che l'una prevalga sull'altra. L'uso versatile e rustico l'avrebbe così resa inadeguata per affrontare gli inverni dell'Appennino abruzzese o condurre qualsiasi attività legata alle pianure della Campania e al Lazio marittimo, le vaste aree soggette a manutenzione idraulica, impantanate e malariche, e per questo colà o non ebbe grande diffusione o, anche dove si era imposta nella tradizione, fu rimpiazzata per la maggior parte delle attività quotidiane da zoccoli, stivali o altre calzature già dalla seconda metà del XIX secolo, sopravvivendo solo in forme più rudimentali.

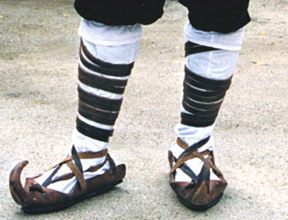
Le ciocie in una esibizione folcloristica.

## Altri luoghi comuni in ambito linguistico e letterario

### Dialetto
I dialetti a sud-est di Roma sono stati spesso erroneamente definiti, a livello popolare, come dialetti "ciociari" o "ciociareschi", ma in realtà le diverse parlate dell'area appartengono a due rami linguistici differenti: il laziale centro-settentrionale (storicamente noto come campanino) e il laziale meridionale. Il primo gruppo fa infatti parte dell'italiano centrale (dialetti mediani), mentre il secondo fa parte dell'italiano meridionale (dialetti meridionali).

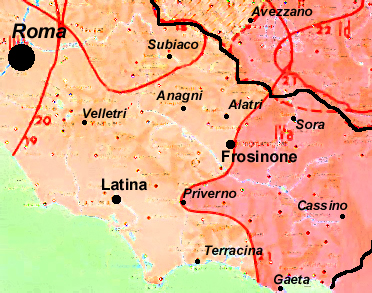
Situazione linguistica del Lazio meridionale: in rosa i dialetti mediani (romanesco, laziale centro-settentrionale, sabino), in magenta i dialetti meridionali (laziale meridionale, campano, abruzzese occidentale).

Nello specifico, la definizione è spesso associata ad un gruppo di parlate di derivazione romanza più o meno omogenee dal punto di vista lessicale e fonetico in uso nel volgare degli abitanti della valle del Sacco e dei monti Lepini, appartenenti al gruppo dei dialetti italiani centrali, e caratterizzate da sporadici aspetti di transizione verso i dialetti meridionali. Queste sono a volte identificate, di nuovo in modo scorretto, anche come ciociaresco. Il sistema fonetico in cui sono raggruppate si differenzia nelle parlate a sud di Roma, ed ha per centro la porzione occidentale della provincia di Frosinone e l'area collinare e montana della provincia di Latina, nonché nel complesso interscambio linguistico fra i dialetti campani e centrali rintracciabile in molte città erniche (Alatri, Frosinone, Sora, Veroli), e pontine (Terracina, Monte San Biagio, Lenola, Minturno, Castelforte), con diversi problemi di classificazione generale, che interessano anche alcuni dialetti meridionali, conosciuti come laziale meridionale (Sora, Arpino, Valle di Comino, Roccasecca).
Il dominio linguistico comune è piuttosto discontinuo e alterato non solo nell'area meridionale, ma anche a ridosso dei Colli Albani, nel circondario di Velletri, dove storicamente prevalgono esiti metafonetici napoletani e sistema verbale italiano mediano, e a nord di Anagni, in cui le parlate conservano il vocalismo arcaico sabino, tanto da formare un gruppo autonomo nella valle dell'Aniene con lo Spoletino e il Sabino. Un confine meridionale intuitivo è delineato dalla fascia Veroli-Priverno-Monte San Biagio, mentre a nord dalla linea immaginaria Vallepietra-Valmontone-Colleferro-Velletri.
Ad ovest lo spartiacque dei monti Ernico-Simbruini separa chiaramente le parlate laziali centro-settentrionali da quelle abruzzesi della Valle Roveto, mentre ad est i paesi del Preappennino laziale (Cori-Sezze-Sonnino) caratterizzano una propaggine linguistica saldamente inserita nel confuso patois pontino. Le caratteristiche tipiche dei dialetti meridionali, come la sonorizzazione della sorda dopo N (montone > mondone), fenomeno estraneo al romanesco, e la posposizione del pronome personale possessivo (mio padre > patremo), nei dialetti delle province di Frosinone e Latina si sovrappongono ad altre tipicamente centrali, come la quasi totale assenza dello scevà e della riduzione dei nessi consonantici latini PL - CL in kj e FL in sc/c, per cui tutto il territorio interessato è comunemente incluso nell'area delle parlate italiane centrali.

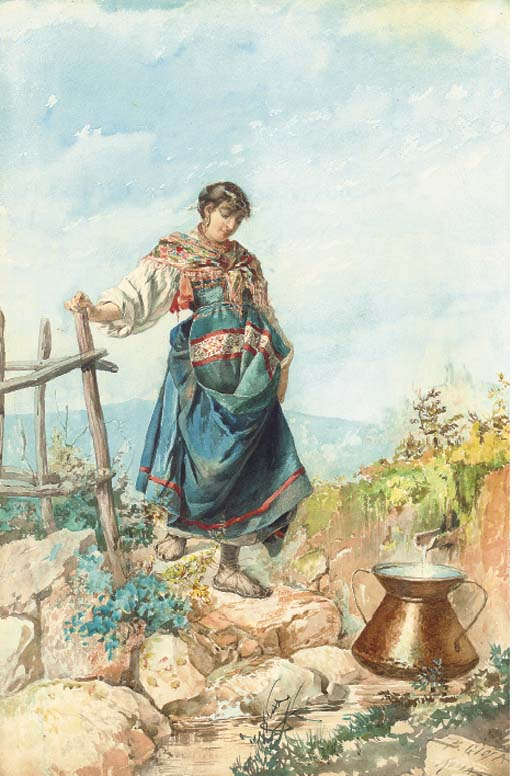
Belisario Gioja, Ciociarella, XIX secolo

### Luoghi comuni letterari
Fatta eccezione per la propaganda fascista del tempo, la maggior parte degli studiosi ritiene che il toponimo Ciociaria fosse originariamente diffuso solo della cultura popolare romanesca e fra gli intellettuali che ne divulgavano le tradizioni, risultando dunque insignificante al di fuori dei confini dello Stato Pontificio: il toponimo non compare in nessun documento del regno di Napoli o delle Due Sicilie per indicare la valle del Liri o il territorio di Fondi, né si fa uso dell'aggettivo ciociaro per designare una popolazione o una cultura nello Stato napoletano. Dal secondo dopoguerra, però, i topos letterari realisti e neorealisti, la ricerca di una identità politica democristiana comune nel Lazio meridionale e in parte la soppressione della provincia ecclesiastica di Capua con l'annessione delle diocesi di Montecassino, Aquino e Atina alla provincia ecclesiastica romana, sono stati i fattori culturali che hanno favorito, nell'opinione comune, la diffusione di quel punto di vista secondo cui il supposto "territorio ciociaro" a sud raggiunge il Garigliano (includendo secondo alcuni persino la costa laziale).

### Giovanni Targioni Tozzetti
Le tendenze letterarie e storiografiche postunitarie fiorirono anche tra gli intellettuali che si dedicarono allo studio delle identità regionali della nuova nazione. In molti non cercavano più materiale nei documenti storici, o comunque ritenevano limitata la prospettiva idealistica per lo studio delle scienze umane, e adottavano primitivi metodi comparativi e statistici entro l'insieme delle tradizioni popolari di tutta la penisola per meglio definire le tradizioni italiane: nacque la «demologia». Il librettista Targioni Tozzetti, seguendo gli studi del Pitrè, pubblicò nel 1891 un'antologia di favole popolari ceccanesi (Saggio di novelline canti ed usanze popolari della Ciociaria) in cui registra i riti e la memoria della popolazione di Frosinone e parte del circondario. Nell'opera l'autore non si preoccupò però di stabilire il contesto geografico, obbedendo a regole antistoriciste e antiromantiche, tanto che il Frusinate appare come un'estrema periferia meridionale del Lazio e perciò le novelle raccolte sono sistemate in un paragrafo intitolato genericamente novelline popolari romane.

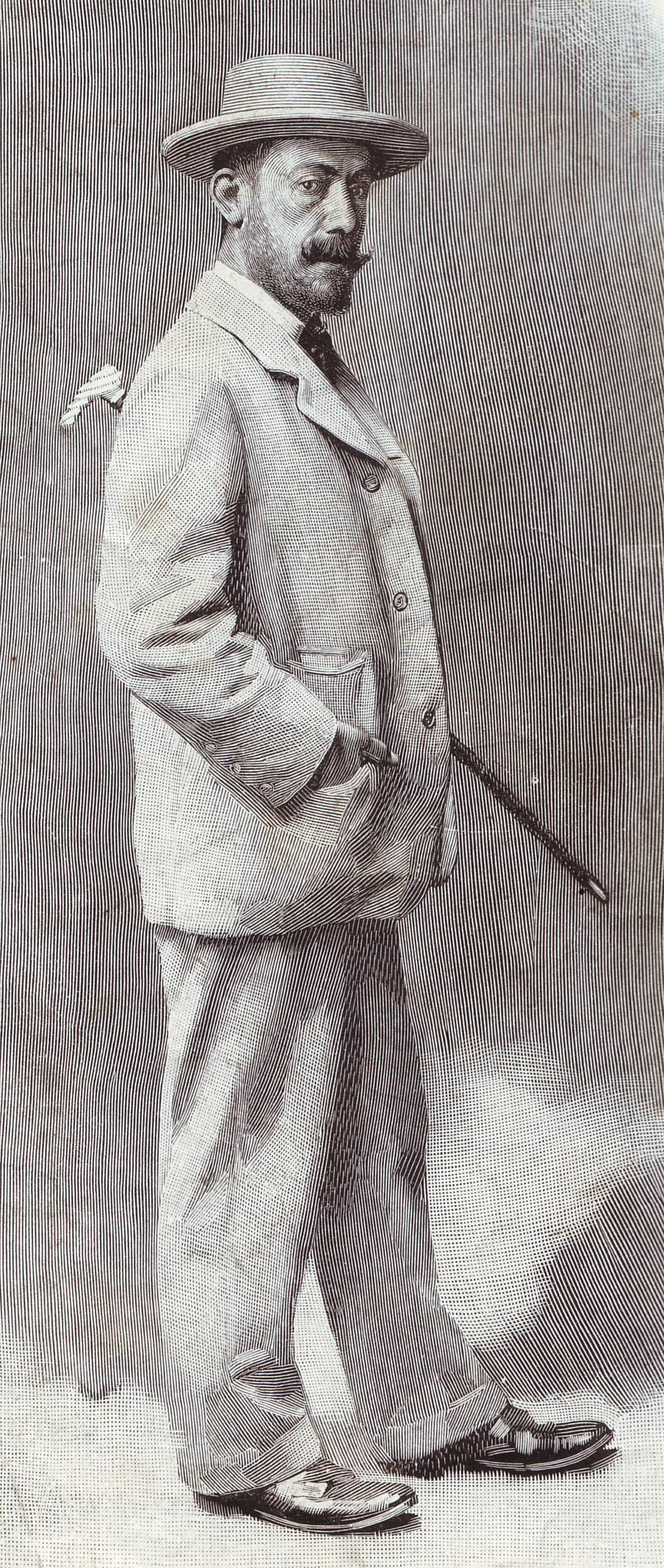
Cesare Pascarella

#### Cesare Pascarella
La scuola demologica italiana non fu molto attiva nell'area laziale, se si esclude l'esperienza del Targioni Tozzetti, ma diede un discreto contributo in ambito letterario, perché ispirò molti scrittori di fine Ottocento che fecero propria la reazione all'idealismo e al romanticismo, gettando le basi culturali su cui si sviluppò il verismo. Nel Lazio Cesare Pascarella fu sensibile alle tematiche del nuovo pensiero, vagamente riscontrabili anche nel suo Viaggio in Ciociaria. Un tour del poeta romano da Ceccano ad Atina attraverso la valle del Liri è raccontato come un confronto grottesco fra l'autore e la popolazione locale, fra cui figurano personaggi dagli strani costumi, confuse forme di devozione, tra superstizione e blasfemia, spesso con evocazioni manieristiche di personaggi arcadici, recuperati poi nella letteratura antifascista del dopoguerra di Pasolini.
(Pascarella C., Viaggio in Ciociaria, IV, p. 1)

#### La "grande Ciociaria" e la provincia di Frosinone
Passati i movimenti culturali postunitari che coinvolsero marginalmente il Lazio, tornarono ad interessarsi della definizione di locali identità i politici ed intellettuali di provincia, per delimitare nuovi territori e nuovi movimenti popolari (Ciociaria, Castelli Romani, Agro Pontino come Sabina e Tuscia), solo dopo la prima guerra mondiale, quando dopo i fermenti del biennio rosso, anche nei circondari di Frosinone e di Sora, come nel resto della regione, iniziarono ad organizzarsi i gruppi militanti fascisti. Le tappe che segnarono la storia del Lazio meridionale sono chiare e ad esse corrispose la propaganda culturale delle nuove classi sociali che acquisirono il potere.
Alle elezioni comunali del 1920 il partito socialista conquistò 14 comuni del Frusinate ed 11 del Sorano mentre nelle provinciali il PSI divenne il partito più influente del Circondario di Sora, conquistando i seggi di Alvito, Sora e Pontecorvo.
La reazione alla crescente partecipazione popolare alle scelte democratiche non era stata ancora coordinata e in tutto il basso Lazio sorsero spontaneamente gruppi di cittadini, a servizio di latifondisti locali e vescovi, impegnati in violente azioni repressive contro i contadini e gli operai della valle del Liri. Il controllo delle politiche antirivoluzionarie e delle azioni repressive nelle città tra Roma e Napoli invece era conteso fra gli esponenti dei Fasci Italiani di Combattimento e del Partito Nazionalista; quando però i due movimenti confluirono nel Partito Nazionale Fascista, le rivalità che erano sorte fra i fascisti laziali furono superate, e in Ciociaria anche nel progetto comune di istituire una nuova provincia fra Alatri, Sora, Cassino, Veroli, Ferentino o Frosinone, nel processo di riforma amministrativa e politica noto come «ruralizzazione» e infine nella propaganda e nel sostegno dei modelli sociali corporativisti.
Le nuove alleanze politiche si costituirono però in maniera disomogenea nell'area casertana, di cui era parte il circondario di Sora, e i partiti della valle del Liri, vicini alla causa nazionalista, finirono con l'isolare i fascisti casertani, i quali, diversamente dai frusinati, sorsero ispirati da posizioni sindacaliste e vicine alle posizioni della sinistra e a quest'ideologia rimasero ancorati fino alla soppressione della provincia di Caserta. [in quest'ultimo passaggio sembra che la creazione della Provincia di Frosinone e la contemporanea soppressione di quella di Caserta siano state il risultato di una contrapposizione tra orientamento filofascista dei frusinati, a fronte di uno, invece, socialista/antifascista dei casertani; con la conseguente premiazione dei primi, da parte del regime, e conseguente penalizzazione degli altri. Non si accenna in alcun modo, altresì, al fatto storico che in quegli anni (1926/27) furono create diverse nuove Province in Italia, nell'ottica di un ben più ampio piano (rispetto alla lettura dei fatti un po' minimalista sopra esposta) di revisione delle ripartizioni amministrative del territorio nazionale. Fu così che, per riequilibrare anche economicamente il territorio della allora vastissima Provincia di Roma, in quegli anni, furono create anche le province di Viterbo e Rieti (quest'ultima, analogamente al caso di Frosinone, aggregando il circondario di Cittaducale - fino ad allora incluso nella Provincia di Aquila degli Abruzzi - con quello della stessa Rieti, fino ad allora parte della Provincia di Perugia). Nello stesso tempo si tento' di restituire una maggiore dignità a Napoli (ovviamente soprattutto ai fini di risollevarne l'economia) che era passata di fatto, nel 1861, dal rango di Capitale di Stato a semplice capoluogo di una delle Province meno estese del Regno.
Il risultato provocò, per Caserta, la soppressione della sua Provincia (d'altro canto questa città era - ed è tuttora - piuttosto prossima al capoluogo campano). Si consideri che il suddetto intervento di revisione dei territori provinciali, operato in quegli anni - e su scala evidentemente nazionale - comportò la nascita anche di altre province, come Aosta, Varese, Pistoia, Terni, Matera, Brindisi, Pescara, Nuoro, Enna, Ragusa - province queste tutte create nel 1927 come Viterbo, Rieti e Frosinone]. Nel 1920 fu anche ricostruito il centro storico di Sora, in parte distrutto dal terremoto di Avezzano nel 1915: la progettazione dei principali edifici religiosi fu affidata all'ingegner Paolo Cassinis, membro dell'ASCI, e per ciascuna chiesa fu adottato un manierismo medievalista vicino ai modelli architettonici di Roma e circondario, raccogliendo elementi gotico-cistercensi, bizantini e romanici. Con la nomina a podestà di Annibale Petricca poi fu approvata la ripianificazione urbanistica del Corso Volsci; i palazzi furono riedificati ex novo in stile eclettico neo-classicista, unico caso nel Basso Lazio insieme a Via Vitruvio di Formia, e fu così cancellato ogni tratto di napoletanità presente nella città, fino ad allora con Castel di Sangro ed Avezzano il centro più settentrionale di diffusione del neoclassico e del barocco napoletano.

Frosinone, il Palazzo della Provincia.

Negli stessi anni, col dissolversi delle leghe operaie e arginato il partito socialista, a cui fu sottratta con una serie di commissariamenti, già dal 1923, l'amministrazione dei principali comuni del Frusinate e del Sorano, alcuni politici attivi nel territorio ernico sostennero la proposta di istituire la provincia di Frosinone. Costoro si organizzarono e raccolsero le proprie idee e la propria propaganda attorno al sindaco di Frosinone Pietro Gizzi, finanziati anche dalle élite industriali ed agrarie locali.
Così nel 1924, per divulgare il progetto di costituire la provincia di Frosinone, il Gizzi, seguendo l'esempio delle varie iniziative culturali che sorgevano in altre città laziali (a Viterbo «La nuova Provincia» ed a Rieti «Latina Gens» e «Terra Sabina») per l'istituzione di nuove entità amministrative, si fece promotore della rivista «La Ciociaria», affidandone la direzione a Guglielmo Quadrotta. Alla rivista collaboravano pubblicisti e storici del frusinate, alcuni dei quali dichiaratamente fascisti. Precedentemente un altro giornale di propaganda, aveva pubblicato studi indirizzati alla ricerca o costruzione di un'«identità ciociara», il settimanale «Ciociaria Nuova», del giornalista Carlo Mancia (vicino alla subfederazione del PNF di Frosinone): ivi si proponeva l'annessione del circondario di Sora e parte dell'attuale Casertano a quello di Frosinone, per ricostruire l'antico Latium adjectum; gli studiosi che scrivevano su «Ciociaria Nuova» passarono poi a pubblicare su «La Ciociaria» del Quadrotta e, probabilmente condividendo i disegni politici di chi prevedeva la soppressione della provincia di Terra di Lavoro, arrivarono nei loro articoli anche a proporre una vera e propria «nuova regione» che, secondo il Gizzi, avrebbe dovuto comprendere l'intera Valle del Liri da Tagliacozzo a Sessa Aurunca, le paludi pontine da Anzio a Terracina, nonché parte dell'attuale Molise con Venafro, ed essere chiamata Ciociaria.
(Cipolla C., Il territorio della Ciociaria, in «La Ciociaria», I, 1924.)

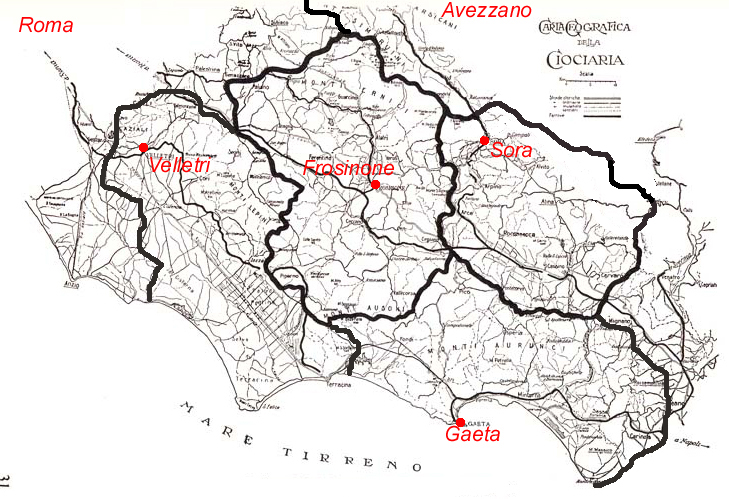
La Ciociaria secondo il Cipolla: sono evidenziati i quattro circondari storici interessati (Frosinone, Gaeta, Sora, Velletri).

La propaganda politica fascista fu tanto radicata che continuò anche con l'estinguersi delle lotte operaie. Le riforme ambite dagli esponenti della rivista «La Ciociaria», divenuta poi «Rassegna del Lazio e dell'Umbria», non furono mai realizzate completamente, ma ciò non impedì ai nuovi organi di potere di codificare entro i programmi di revisione degli anni precedenti il patrimonio artistico e letterario del basso Lazio, indirizzando nello stesso senso anche il locale sistema editoriale e promozionale: nel 1927, su pressione dei sindaci ernici, Mussolini promulgò la nascita della provincia di Frosinone, inverando in parte le proposte del movimento culturale frusinate, e così negli ambienti fascisti Ciociaria divenne sinonimo di provincia di Frosinone.

A partire dagli anni sessanta poi si consolidò anche nella pubblicistica e nell'editoria locale e nazionale il significato di Ciociaria adottato nel ventennio, ciò anche se già attorno al 1930 l'Almagià sfatava il nascente concetto geografico, che nella Enciclopedia Italiana considerò come l'espressione di una «regione indefinita» e «priva di una propria individualità», mentre le opinioni più retoriche dei fascisti frusinati furono presto dimenticate. Il Quadrotta, nel 1968, propose di nuovo di identificare gli artificiali "confini ciociari" con quelli dell'antico Latium Novum, annettendovi questa volta pure i Castelli Romani. 
(Quadrotta G., La Ciociaria nei suoi confini, in Scopriamo la Ciociaria, Casamari 1968)
Attualmente è ancora molto diffusa l'equazione Ciociaria = provincia di Frosinone, largamente condivisa nella popolazione laziale senza le originarie implicazioni politiche, nonché in alcune locali associazioni culturali e promozioni commerciali, nelle pubblicazioni dell'Ente Provinciale per il Turismo di Frosinone e ampiamente anche nella stampa nazionale. Nel Cassinate e nel Sorano, insieme alle proposte per l'istituzione della provincia del Lazio meridionale, sta nascendo un movimento culturale che contrasta l'idea corrente di «Ciociaria» e l'unità etnica e folclorica della provincia di Frosinone che con essa si vuole esprimere: si cercano nelle tradizioni e nella storia della Terra di Lavoro fonti geografiche e etnologiche che provino l'esistenza di un'identità territoriale comune, propria delle popolazioni della Media e Bassa Valle del Liri-Garigliano.

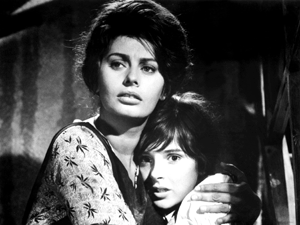
Sofia Loren in un'immagine tratta dal film del 1960 La ciociara.

### Cinema e spettacolo
La frequentazione da parte di registi e letterati dei territori a sud di Roma, descritta e testimoniata in molte opere e pubblicazioni, ha favorito anche la divulgazione del costume e la spettacolarizzazione. Alcuni artisti dicono di aver qui trovato l'ispirazione, per ambientazioni letterarie e set cinematografici, di soggetti e contesti, spesso vaghi, che generalmente esprimevano un indeterminato provincialismo meridionale. Le corrispondenze fra queste poetiche e la geografia laziale accomunano un insieme di film, ambientati tra il Tevere e il Garigliano, e i caratteri e la recitazione di alcuni attori. Sia per le tematiche trattate che per diverse collaborazioni tra i registi in questi film si riscontra una poetica comune, che spesso viene messa in relazione ad una indefinita idea di Ciociaria, anche se solo pochi autori e attori di fatto hanno sentito e attestato una «identità ciociara» nelle proprie opere, culturale o territoriale, ancor meno se a questo tema si voglia ricondurre una loro scelta artistica. 

Vittorio De Sica.

Nel 1960 De Sica girò La Ciociara, tratto dall'omonimo romanzo di Alberto Moravia: il successo di pubblico e critica fanno sì che l'opera diventi l'eponimo di una discreta produzione neorealista, anche di opere che precedettero l'uscita del film, a cui avevano dato il loro notevole contributo artisti che vissero nel Lazio meridionale, come Cesare Zavattini e Giuseppe De Santis. Da allora, spesso eludendo le opinioni e le testimonianze di registi e autori o il supporto di un'accurata documentazione, delle vaghe idee come quella di ciociari e de «la Ciociarìa» furono prese per una sorta di topos neorealista da alcuni critici e scrittori, immagine di un'Italia rurale e primitiva, ancorata ai problemi del padronato e della disoccupazione, lontana pure dalle lotte politiche, dalle rivendicazioni sociali e dagli stereotipi antropologici del XX secolo; categorie che ancora oggi riscuotono successo. Si considerano ciociari tutti i film e gli attori nati fra Roma e il Garigliano in diverse pubblicazioni, convegni e manifestazioni culturali contemporanei, dai western alle commedie, con ancora una volta delle espressioni abusate, nella pubblicistica locale e nella promozione territoriale, non essendo riscontrato negli ambienti artistici e della letteratura specifica nessun vero luogo comune specifico per queste ambientazioni.
Vittorio De Sica, in Pane, amore e fantasia del 1953, cita il Bosco di Forca d'Acero, località di San Donato Val di Comino, senza però aver mai fatto alcun riferimento alla Ciociaria, né come sua terra di nascita né come location. Parlava nel cinquanta invece di «realtà della Ciociaria» il De Santis, in proposito del suo film Non c'è pace tra gli ulivi, che sosteneva: «vera e storica, e cioè trascende i confini della Ciociaria per diventare una caratteristica universale, è l'esistenza dei soprusi e delle violenze da parte di individui che accentrando il potere economico, di esso si servono per continuare a padroneggiare ed arricchirsi sui più deboli». Ricordò la Ciociaria anche Nino Manfredi: egli affermava, introducendo il suo film velatamente autobiografico Per grazia ricevuta, girato in parte a Fontana Liri Vecchia (paese d'origine, tra l'altro, di Marcello Mastroianni), di esser nato in «un paese della Ciociaria, che si chiama Castro dei Volsci» e di avervi «covato per anni dei sentimenti che somigliavano alla ribellione e ho sentito il bisogno di esprimerli». Di fatto perciò, un'idea geografica e culturale, o anche artistica, di Ciociaria è riscontrata solo in pochi film e in rare testimonianze di alcuni artisti, non sempre univoca, ben delineata solo dal punto di vista sociale e antropologico. Tra il 1981 e il 1983 l'artista Gian Carlo Riccardi mise in scena in diverse città d'Italia lo spettacolo teatrale Mia Terra, un omaggio al poeta Libero de Libero, in cui ricercava un ritorno alla sua infanzia, alla sua famiglia e alla sua "terra", la Ciociaria.
I problemi storico-geografici sono stati pure sovrapposti e confusi con quelli artistici e poetici: così da una parte si è diffusa nell'opinione comune una categoria indefinita come quelle di cinema ciociaro, che non è chiaro se debba contenere tutti i film ambientati nel Lazio meridionale o i film ispirati dalle poetiche neorealiste laziali, dall'altra, nel mondo dello spettacolo, è maturato uno stereotipo spesso visto come un insulto, di persona beota e buffa, «il ciociàro», di cui, fra gli altri, Martufello in molte occasioni è stato valida maschera.

## Arte
Con l'affermarsi del romanticismo, delle correnti artistiche neoclassiche e degli studi archeologici nei paesi nordici, molte zone del Lazio odierno destarono l'interesse di artisti e incisori per l'abbondante presenza di antiche rovine monumentali, che proseguirono una tendenza iniziata già dalla seconda metà del XVIII secolo, quando intellettuali e granturisti iniziarono a frequentare Roma e il circondario e a diffondere in tutta Europa l'interesse per i quadri pastorali italiani. Animati dalla crescente domanda di souvenir e cartoline artistiche, molti italiani presero a raffigurare i principali reperti archeologici dei territori pontifici con scopi per lo più documentativi, in cui spesso il culto romantico per il patrimonio classico si colorava in fantastiche rappresentazioni bucoliche e pastorali, sostenute da interpretazioni mitiche su civiltà perdute o da armonie e idilli di maniera.

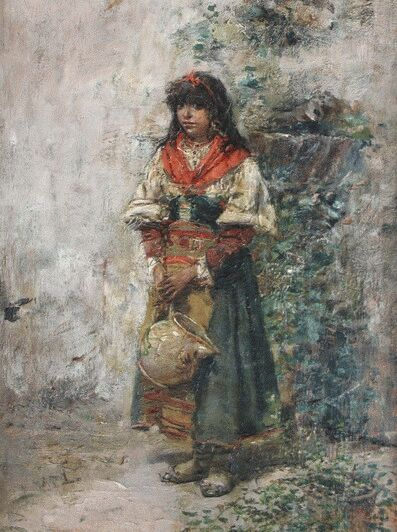
La ciociara di Vicente March.

In questo stesso quadro artistico una reazione positiva al formalismo dei disegni degli archeologi e alle ricostruzioni fantastiche dei «granturisti», fu coltivata nella debole produzione iconografica di alcuni incisori ed illustratori che, nel raffigurare soggetti popolari laziali, gettarono le basi di un tòpos conosciuto volgarmente come la ciociara, oscillante fra la documentazione folclorica e la ricerca artistica di nuovi caratteri iconici femminili. Dagli archivi tematici risulta oggi che Bartolomeo Pinelli, agli inizi del XIX secolo, fu il primo a denominare i personaggi e i costumi dei suoi lavori «ciociari», in acqueforti di ottima qualità descrittiva ma senza pretese artistiche. Lo stesso soggetto venne rappresentato più volte poi anche in tele o acquerelli, di autori minori, quali i quadri pittoreschi di Nicola Palizzi (Scuola di Posillipo), le contadine di Joanny Chatigny o gli oli di Jan Baptist Lodewyck Maes, in cui il realismo ed il sentimentalismo delle opere romantiche fu abbandonato per rappresentare allegorie semplici e simboli primitivi, nuovi nella tradizione figurativa italiana, come la conca e la cannata, quali segni di operosità e femminilità, o il corallo, ripresi poi anche nelle opere di grandi artisti (Hayez, Depero). Fra le opere più significative:

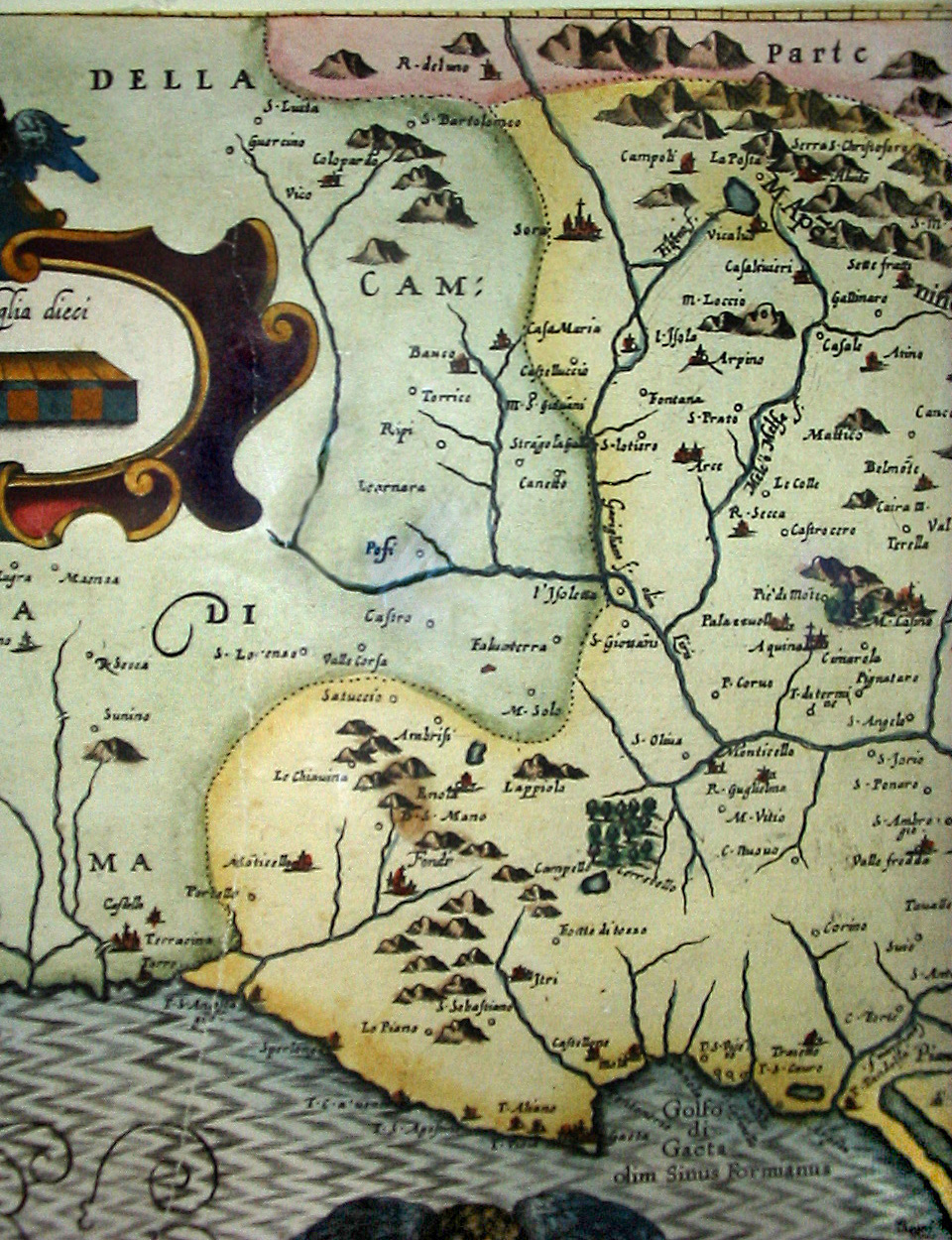
Confine storico della Terra di Lavoro.

- Enrico Bartolomei: l'opera poco conosciuta del perugino Enrico Bartolomei è per lo più tematizzata sullo studio del costume "ciociaro". La donna il cui vestito ricorda quello delle popolazioni dei Lazio meridionale, ha in mano un secchio colmo d'uva, senza nessuno dei simboli iconografici di altre opere dallo stesso soggetto.
- Francesco Hayez: nell'opera di Francesco Hayez intitolata La ciociara (1842), diversamente dalle incisioni e dalle rappresentazioni folcloriche del primo ottocento, la donna è rappresentata in solitudine; l'unico simbolo nel quadro è la collana di corallo che si piega secondo le forme del seno. La donna è sulla cima di un monte, seduta su una roccia, con alle spalle un paesaggio collinare. All'orizzonte una vasta pianura brulla e desolata che finisce verso il mare ricorda l'Agro pontino.
- Vito D'Ancona: il dipinto (1865) raffigura una donna in costume tradizionale.[113]
- Filippo Balbi: costui rappresenta La ciociara (1880) nell'atto di disvelare un paniere ricolmo di uova bianche, vestita di bianco e rosso e con una collana di corallo, simboli propri della tradizione iconografica cattolica[114].
- Cesare Tallone: l'opera, il cui titolo originale è Ritratto della sorella del pittore Giuseppina Tallone in Scribante in costume di Ciociara (1885-1887). La donna ha in mano un tamburello[115].
- Fortunato Depero: il Depero rinnova il soggetto de la ciociara (1919) adattandolo alla poetica del futurismo: la donna è al centro della stanza, vestita con un grembiule ricamato con trama floreale. Dalla stanza si aprono due finestre che mostrano un'altra donna con in testa un otre che ricorda una conca e lo scorcio di una chiesa che ricorda le acropoli di molti paesi della provincia di Frosinone[116].
- Vicente March: il soggetto è una giovane donna che tiene in mano un otre, il cui vestito ricorda molto quello de la ciociara di Hayez, privato però della luminosità e della sontuosità del panneggio, in una poetica vagamente realista e impressionista.